# Хуан Карлос Летельєр
Хуан Карлос Летельєр (ісп. Juan Carlos Letelier, нар. 20 травня 1959, Вальпараїсо) — чилійський футболіст, що грав на позиції нападника. По завершенні ігрової кар'єри — тренер.
Виступав, зокрема, за клуби «Сантьяго Вондерерз» та «Кобрелоа», а також національну збірну Чилі.
Дворазовий чемпіон Чилі. Дворазовий чемпіон Перу.

## Клубна кар'єра
У дорослому футболі дебютував 1978 року виступами за команду «Сантьяго Вондерерз», в якій провів три сезони, взявши участь у 58 матчах чемпіонату. Більшість часу, проведеного у складі «Сантьяго Вондерерз», був основним гравцем атакувальної ланки команди.
Протягом сезону 1981 року захищав кольори клубу «Аудакс Італьяно», після чого перейшов у «Кобрелоа» і відіграв за команду з Калами наступні шість сезонів своєї ігрової кар'єри. З «Кобрелоа» він двічі вигравав чемпіонат Чилі в 1982 і 1985 роках і один раз Кубок Чилі в 1986 році.
Надалі Летельєр тривалий час виступав за кордоном представляючи колумбійський «Індепендьєнте Медельїн», бразильський «Інтернасьйонал», мексиканський «Крус Асуль», венесуельський «Каракас» і перуанські «Універсітаріо де Депортес» та «Спортінг Крістал», вигравши з двома останніми по разу національний чемпіонат. Також грав на батьківщині за «Депортес Антофагаста», «Сантьяго Вондерерз» та двічі «Депортес Ла-Серена», де і завершив ігрову кар'єру у 1995 році.

## Виступи за збірну
13 червня 1979 року дебютував в офіційних матчах у складі національної збірної Чилі в товариській грі проти Еквадору (0:0).
У складі збірної був учасником чемпіонату світу 1982 року в Іспанії, де зіграв у двох матчах, із ФРН (1:4) та Алжиром (2:3), і у другому з них забив гол.
Згодом виступав з командою на трьох Кубках Америки — 1983 року у різних країнах (4 матчі, 1 гол), 1987 року в Аргентині, де разом з командою здобув «срібло» (4 матчі, 3 голи), та розіграшу Кубка Америки 1989 року у Бразилії (3 матчі).
Загалом протягом кар'єри у національній команді, яка тривала 11 років, провів у її формі 57 матчів, забивши 18 голів.

## Титули і досягнення
- Чемпіон Чилі (2):

«Кобрелоа»: 1982, 1986
- Чемпіон Перу (2):

«Універсітаріо де Депортес»: 1992
«Спортінг Крістал»: 1994
- Срібний призер Кубка Америки: 1987

### Індивідуальні
- Найкращий бомбардир Кубка Чилі: 1986